# ドント・ウォーリー・ダーリン
『ドント・ウォーリー・ダーリン』（Don't Worry Darling）は、2022年のアメリカ合衆国のサスペンスホラー映画。監督はオリヴィア・ワイルド、主演はフローレンス・ピュー、ハリー・スタイルズが務めた。PG12指定。

## ストーリー
アリス・チェンバーズと夫のジャックは、1950年代の若く幸せなカップルで、カリフォルニアの砂漠地帯のオアシスのようなビクトリーという美しい町に住んでいる。この町は「ビクトリー計画」という研究を行うビクトリー社の所有地で、社員である夫たちは高級住宅や高級車を与えられ、妻たちは美しい服を着て家事を完璧にこなしていた。「妻は専業主婦で町から出てはいけない」「パーティーには夫婦揃って出席する」等のルールはあったが、平和に楽しく暮らすアリスたち。
社長であるフランクの豪邸のパーティーに出席するアリスとジャック。その席で、隣人のマーガレットが突然、「ここに居てはダメ！」と語り出した。その日から、アリス自身の周囲でも不可解な出来事が起こり始める。
墜落する小型飛行機を一人で目撃し、救助のために立ち入り禁止の「本部」の区画へ急ぐアリス。そこには無人の鏡張りの建物があるだけで、気づくとアリスは自宅のベッドで眠っていた。隣りのマーガレットの家へ行くと、屋根に登ったマーガレットは自ら喉を切り裂き、飛び降り自殺した。
マーガレットは誤って屋根から落ちただけで無事でいると説明するジャック。混乱し、情緒不安定になったアリスは、共に町から逃げるようジャックに懇願した。そこへ現れてアリスを捕える赤い作業着の男たち。
何らかの「治療」を受けさせられるアリス。その過程で本来の記憶が蘇った。アリスは現代の研修医で、ジャックは恋人だった。失職したジャックを養うために病院のシフトを増やし、疲れてジャックに構う余裕もないアリス。そんな生活に嫌気が差したジャックは、アリスに無断でバーチャル・リアリティの実験に申し込んだ。参加者の男たちは妻にしたい女性を問答無用で拉致し、器具を装着して共にベッドに横になる。すると精神だけがビクトリーの町で、「男性にとっての理想の夫婦生活」を始めるのだ。朝、高級車で出勤した「夫」たちは現実世界に戻り、古アパートで眠り続けている「妻」の肉体を維持するために世話を焼き、新人勧誘などの仕事をして、晩にはビクトリーの高級住宅に帰宅するのだった。
このまま夢の世界に住み続けようと、アリスを抑え込むジャック。振りほどこうとしたアリスは、思わずジャックを殴り殺してしまった。そこへ駆け付け、アリスに逃げろと言う女友達のバニー。バニーはここが仮想現実だと気づきながら、敢えて住み続けていたのだ。
「本部」の建物から現実世界に戻り、眠っている生身の身体を守れと指示するバニー。赤い作業着の男たちに追われつつ「本部」に辿り着いたアリスは、ゲートである鏡に身体を押し付けた。

## キャスト
※括弧内は日本語吹替。
- アリス・チェンバーズ - フローレンス・ピュー（井上麻里奈）

若くて献身的な主婦であり、ジャックの妻。
- ジャック・チェンバーズ - ハリー・スタイルズ（増田俊樹）

アリスの夫であり、仕事中毒者。
- フランク - クリス・パイン（三木眞一郎）

シェリーの夫であり、「ヴィクトリー・プロジェクト」の創設者。
- バニー - オリヴィア・ワイルド（園崎未恵）

アリスの親友。
- シェリー - ジェンマ・チャン（恒松あゆみ）

フランクの妻。
- マーガレット - キキ・レイン（松村夏紀）
- ディーン - ニック・クロール（飯島肇）
- ヴァイオレット - シドニー・チャンドラー
- ローズ - アリーシャ・ヘン
- ビル - ダグラス・スミス
- ペッグ - ケイト・バーラント
- ピーター - アシフ・アリ
- コリンズ医師 - ティモシー・シモンズ
- テッド - アリエル・スタッヘル
- 本人 - ディタ・フォン・ティース
- フレッド - マルチェロ・ジュリアン・レイエス
- バーバラ - マライア・ジャスティス

## 公開
本作は2022年9月23日に全米公開された。日本では11月11日に公開。